# Jiří Hendrych

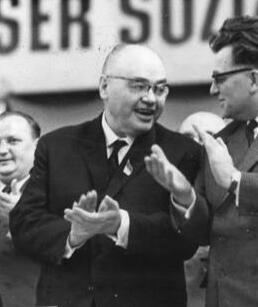
Bild aus dem Bundesarchiv des Politikers Hendrych.

Jiří Hendrych (* 28. Dezember 1913 in Lom u Mostu; † 16. Mai 1979 in Prag) war ein tschechoslowakischer Politiker der Komunistická strana Československa (KSČ, Kommunistischen Partei der Tschechoslowakei KPTsch), Mitglied des Zentralkomitees der KPTsch, Abgeordneter der Nationalversammlung der Tschechoslowakei, der Nationalversammlung der Tschechoslowakischen Sozialistischen Republik sowie einer einflussreichsten kommunistischen Funktionäre der Ära von Antonín Novotný und seine wesentliche Stütze.

## Leben
Hendrych trat 1931 dem Československý Komsomol bei, der tschechoslowakischen Sektion der sowjetischen kommunistischen Jugendbewegung Komsomol bei und begann nach dem Schulabschluss ein Studium der Rechtswissenschaften an der Karls-Universität, von der er jedoch aufgrund seiner politischen Aktivitäten exmatrikuliert wurde. 1934 wurde er Mitglied der Kommunistischen Partei der Tschechoslowakei KSČ (Komunistická strana Československa) und engagierte sich ab Ende der 1930er Jahre als Parteifunktionär in Kladno, wo er zuletzt von 1939 bis 1941 Mitglied des illegalen Regionalparteikomitees war. Zugleich engagierte er sich im Zweiten Weltkrieg in der Widerstandsbewegung gegen die deutsche Besatzungsmacht im Protektorat Böhmen und Mähren. Er wurde wegen seiner Aktivitäten Ende August 1941 von den Geheimen Staatspolizei verhaftet und befand sich bis Kriegsende in Haft im KZ Mauthausen.
Auf dem VIII. Parteitag der Kommunistischen Partei der Tschechoslowakei KSČ (28.–31. März 1946) wurde Hendrych erstmals zum Mitglied des Zentralkomitees (ZK) gewählt und gehörte diesem Gremium bis 1968 an. Am 30. Mai 1948 wurde er zudem Mitglied der Nationalversammlung der Tschechoslowakischen Republik (Národní shromáždění republiky Československé) beziehungsweise ab 1960 der Tschechoslowakischen Sozialistischen Republik (Národní shromáždění republiky socialistické Československé) und gehörte dieser bis zum 31. Dezember 1968 an. Auf einem Plenum des ZK erfolgte im Januar 1951 seine Berufung zum Mitglied des Organisationssekretariats des ZK der KSČ, dem er bis Februar 1952 angehörte. Auf dem X. Parteitag (11.–15. Juni 1954) wurde er nicht nur als ZK-Mitglied bestätigt, sondern zugleich auch Mitglied des Sekretariats und Sekretär des ZK.
Auf dem darauf folgenden XI. Parteitag (18.–21. Juni 1958) wurde Hendrych schließlich erstmals Mitglied des Politbüros des ZK und damit des höchsten Gremiums der KSČ. Er stand ab diesem Zeitpunkt nach dem damaligen Generalsekretär Antonín Novotný an zweithöchster Stelle im ZK-Sekretariat. Auf dem XII. Parteitag (4.–8. Dez. 1962) wurde er Mitglied des Präsidiums des ZK, das aus dem bisherigen Politbüro hervorging, sowie als ZK-Sekretär bestätigt. In diesen Funktionen wurde er auch auf dem XIII. Parteitag der KSČ (31. Mai – 4. Juni 1966) bestätigt. Nachdem Novotný auf dem ZK-Plenum am 5. Januar 1968 von Alexander Dubček als Erster Sekretär des ZK abgelöst worden war, verlor er im Zuge des Prager Frühlings auf einem weiteren Plenum des ZK am 4. April 1968 seine Funktionen als Mitglied des Politbüros sowie als ZK-Sekretär. Am 1. Januar 1969 wurde Hendrych zumindest noch Mitglied der neu geschaffenen Föderationsversammlung (Federální shromáždění) und gehörte dem Parlament der Tschechoslowakei in dessen erster Wahlperiode bis zum 25. November 1971 an.
Für seine Verdienste wurde ihm unter anderem der Orden der Republik sowie der Klement-Gottwald-Orden verliehen.